# J. C. Staff
J. C. Staff Co., Ltd. (株式会社ジェー・シー・スタッフ, Kabushiki gaisha Jē Shī Sutaffu, J et C signifiant « Japan Creative ») est un studio d'animation japonaise situé à Musashino dans la préfecture de Tokyo, au Japon, fondé en janvier 1986. Il a produit un grand nombre d'anime à succès, tels Food wars! Utena, la fillette révolutionnaire, Excel Saga, Shingetsutan Tsukihime, Shakugan no Shana, Honey and Clover, Azumanga Daioh, et la franchise des A Certain Magical Index.

## Historique
En janvier 1986, Tomoyuki Miyata fonde son propre studio, J. C. Staff, à Mitaka après avoir travaillé au département de planification d'œuvres littéraires de Tatsunoko Production et en tant que producteur au Mikata Studio de Kitty Film. Le siège social est transféré en face de la gare de Musashi-Sakai en 2002,.
Ils ont une organisation de production cohérente, disposant en interne d'une branche de gestion de la production des dessins, aux finitions, aux décors, au montage et à la 3D/CG. Pendant presque 10 ans depuis sa création, le studio a produit principalement des OAV et des films d'animations, mais la donne change avec leur premier contrat de production de série télévisée avec Metal Fighter Miku (ja) en 1994. Depuis lors, la société s'est concentrée sur la production de séries télévisées.

## Production

### Séries télévisées
| Années 1990 | Années 1990                              | Années 1990            | Années 1990            | Années 1990 | Années 1990 |
| Année       | Titre                                    | Dates de 1re diffusion | Dates de 1re diffusion | Nb. éps.    | Notes |
| Année       | Titre                                    | Début                  | Fin                    | Nb. éps.    | Notes |
| ----------- | ---------------------------------------- | ---------------------- | ---------------------- | ----------- | --- |
| 1994        | Metal Fighter Miku (ja)                  | 8 juillet 1994         | 30 septembre 1994      | 13          | Projet original créé par Daisaku Ogawa. |
| 1995        | Tōma kijin den Oni (ja)                  | 5 octobre 1995         | 21 mars 1996           | 25          | Basée sur la série des J-RPG ONI. |
| 1997        | Maze☆Bakunetsu Jikū (ja)                 | 2 avril 1997           | 24 septembre 1997      | 25          | Basée sur la série de light novel écrite par Satoru Akahori et illustrée par Eiji Suganuma. |
| 1997        | Utena, la fillette révolutionnaire       | 2 avril 1997           | 24 décembre 1997       | 39          | Projet original du collectif Be-Papas (ビーパパス) composé du réalisateur Kunihiko Ikuhara, de la mangaka Chiho Saito, de l'animateur et character designer Shinya Hasegawa, du scénariste Yōji Enokido et du planificateur Yūichirō Oguro. |
| 1997        | Virus Buster Serge (en)                  | 2 octobre 1997         | 18 décembre 1997       | 12          | Basée sur le jeu vidéo éponyme, coproduite avec Plum. |
| 1998        | Alice SOS (ja)                           | 6 avril 1998           | 28 janvier 1999        | 14          | Projet original réalisé par Shingo Kaneko. |
| 1998        | Kare Kano                                | 2 octobre 1998         | 23 mars 1999           | 26          | Basée sur le manga de Masami Tsuda ; coproduite avec Gainax. |
| 1998        | Majutsushi Orphen: Begins                | 3 octobre 1998         | 27 mars 1999           | 24          | Basée sur la série de light novel écrite par Yoshinobu Akita et illustrée par Yūya Kusaka. |
| 1998        | Yume de aetara (ja)                      | 30 novembre 1998       | 24 décembre 1998       | 16          | Basée sur le manga de Noriyuki Yamahana. |
| 1999        | Iketeru futari (en)                      | 2 février 1999         | 26 février 1999        | 16          | Basée sur le manga de Takashi Sano. |
| 1999        | Soreyuke! Uchū senkan Yamamoto Yōko (ja) | 4 avril 1999           | 26 septembre 1999      | 26          | Basée sur la série de light novel écrite par Takashi Shōji et illustrée par Takashi Akaishizawa ; coproduction avec T-Up. |
| 1999        | Majutsushi Orphen: Revenge               | 2 octobre 1999         | 25 mars 2000           | 23          | Suite de Majutsushi Orphen: Revenge. |
| 1999        | Excel Saga                               | 7 octobre 1999         | 30 mars 2000           | 26          | Basée sur le manga de Kōshi Rikudō. |

| Années 2000 | Années 2000                                   | Années 2000            | Années 2000            | Années 2000 | Années 2000 |
| Année       | Titre                                         | Dates de 1re diffusion | Dates de 1re diffusion | Nb. éps.    | Notes |
| Année       | Titre                                         | Début                  | Fin                    | Nb. éps.    | Notes |
| ----------- | --------------------------------------------- | ---------------------- | ---------------------- | ----------- | --- |
| 2000        | Da! Da! Da! (ja)                              | 28 mars 2000           | 26 février 2002        | 78          | Basée sur le manga de Mika Kawamura.                                                                               |
| 2000        | Yami no matsuei                               | 2 octobre 2000         | 18 décembre 2000       | 13          | Basée sur le manga de Yoko Matsushita.                                                                             |
| 2001        | Louie The Rune Soldier (ja)                   | 3 avril 2001           | 18 septembre 2001      | 24          | Basée sur la série de light novel écrite par Ryō Mizuno.                                                           |
| 2001        | PaRappa the Rapper (en)                       | 14 avril 2001          | 11 janvier 2002        | 30          | Basée sur le jeu de rythme PaRappa the Rapper développé par NanaOn-Sha et édité par Sony Computer Entertainment.   |
| 2001        | Chitchana Yukitsukai Sugar                    | 2 octobre 2001         | 26 mars 2002           | 24          | Projet original.                                                                                                   |
| 2002        | Azumanga Daioh                                | 8 avril 2002           | 30 septembre 2002      | 26          | Basée sur le yonkoma manga de Kiyohiko Azuma.                                                                      |
| 2002        | Ai yori aoshi                                 | 11 avril 2002          | 26 septembre 2002      | 24          | Basée sur le manga de Kō Fumizuki.                                                                                 |
| 2002        | Spiral: Suiri no kizuna                       | 1er octobre 2002       | 25 mars 2003           | 25          | Basée sur la série de manga écrite par Kyō Shirodaira et dessinée par Eita Mizuno.                                 |
| 2003        | Nanaka 6/17 (en)                              | 8 janvier 2003         | 26 mars 2003           | 12          | Basée sur le manga de Ken Yagami.                                                                                  |
| 2003        | Someday's Dreamers (en)                       | 9 janvier 2003         | 27 mars 2003           | 12          | Basée sur la série de manga écrite par Norie Yamada et dessinée par Kumichi Yoshizuki ; coproduite avec Viewworks. |
| 2003        | Gunparade March (en)                          | 6 février 2003         | 24 avril 2003          | 12          | Basée sur le jeu vidéo éponyme développé par Alfa System.                                                          |
| 2003        | Ikki Tousen                                   | 30 juillet 2003        | 22 octobre 2003        | 13          | Basée sur le manga de Yuji Shiozaki.                                                                               |
| 2003        | R.O.D -THE TV-                                | 1er septembre 2003     | 1er mars 2004          | 26          | Projet réalisé par Koji Masunari et scénarisé par Hideyuki Kurata ; coproduit avec Studio Deen.                    |
| 2003        | Shingetsutan Tsukihime                        | 9 octobre 2003         | 25 décembre 2003       | 12          | Basée sur le visual novel Tsukihime de TYPE-MOON.                                                                  |
| 2003        | Ai yori aoshi ~Enishi~                        | 12 octobre 2003        | 28 décembre 2003       | 12          | Suite de Ai yori aoshi.                                                                                            |
| 2003        | Maburaho                                      | 14 octobre 2003        | 6 avril 2004           | 24          | Basée sur la série de light novel écrite par Toshihiko Tsukiji et illustrée par Eiji Komatsu.                      |
| 2004        | Daphne in the Brilliant Blue (en)             | 15 janvier 2004        | 3 juillet 2004         | 24          | Projet d'une franchise multimédia ; suite du manga.                                                                |
| 2004        | Sensei no ojikan: Doki Doki School Hours (ja) | 4 avril 2004           | 27 juin 2004           | 13          | Basée sur le yonkoma manga de Tamami Momose.                                                                       |
| 2004        | Melody of Oblivion                            | 6 avril 2004           | 21 septembre 2004      | 24          | Basée sur le yonkoma manga de Shinji Katakura.                                                                     |
| 2005        | Starship Operators                            | 5 janvier 2005         | 30 mars 2005           | 13          | Basée sur la série de light novel écrite par Ryō Mizuno et illustrée par Takashi Naitō.                            |
| 2005        | Mahoraba: Heartful days (en)                  | 9 janvier 2005         | 26 juin 2005           | 26          | Basée sur le manga d'Akira Kojima.                                                                                 |
| 2005        | Gokujō seitokai (ja)                          | 6 avril 2005           | 28 septembre 2005      | 26          | Projet d'une franchise de Konami.                                                                                  |
| 2005        | Loveless                                      | 6 avril 2005           | 29 juin 2005           | 12          | Basée sur le manga de Yun Kōga.                                                                                    |
| 2005        | Honey and Clover                              | 14 avril 2005          | 29 septembre 2005      | 24          | Basée sur le manga de Chika Umino.                                                                                 |
| 2005        | Oku-sama wa mahō shōjo (ja)                   | 3 juillet 2005         | 25 septembre 2005      | 13          | Projet original avec Media Factory.                                                                                |
| 2005        | Shakugan no Shana                             | 5 octobre 2005         | 22 mars 2006           | 24          | Basée sur la série de light novel écrite par Yashichirō Takahashi et illustrée par Noizi Itō.                      |
| 2005        | Karin                                         | 4 novembre 2005        | 12 mai 2006            | 24          | Basée sur le manga de Yuna Kagesaki.                                                                               |
| 2006        | Yomigaeru Sora - RESCUE WINGS -               | 8 janvier 2006         | 26 mars 2006           | 13          | Projet original.                                                                                                   |
| 2006        | Honey and Clover II                           | 29 juin 2006           | 14 septembre 2006      | 12          | Suite de Honey and Clover.                                                                                         |
| 2006        | Zero no tsukaima                              | 2 juillet 2006         | 24 septembre 2006      | 13          | Basée sur la série de light novel écrite par Noboru Yamaguchi et illustrée par Eiji Usatsuka.                      |
| 2006        | Ghost Hunt                                    | 3 octobre 2006         | 27 mars 2007           | 25          | Basée sur la série de romans écrite par Fuyumi Ono.                                                                |
| 2006        | Asatte no hōkō (en)                           | 5 octobre 2006         | 21 décembre 2006       | 12          | Basée sur le manga de J-ta Yamada.                                                                                 |
| 2006        | Di Gi Charat : Winter Garden                  | 22 décembre 2006       | 23 décembre 2006       | 2           | Série dérivée de Di Gi Charat.                                                                                     |
| 2007        | Nodame Cantabile                              | 11 janvier 2007        | 28 juin 2007           | 23          | Basée sur le manga de Tomoko Ninomiya.                                                                             |
| 2007        | Sky Girls                                     | 5 juillet 2007         | 27 décembre 2007       | 26          | Adaptation de l'OAV Sky Girls.                                                                                     |
| 2007        | Potemayo (en)                                 | 6 juillet 2007         | 21 septembre 2007      | 12          | Basée sur le manga de Haruka Ogataya.                                                                              |
| 2007        | Zero no tsukaima: Futatsuki no kishi          | 8 juillet 2007         | 23 septembre 2007      | 12          | Suite de Zero no tsukaima.                                                                                         |
| 2007        | Shakugan no Shana II                          | 4 octobre 2007         | 27 mars 2008           | 24          | Suite de Shakugan no Shana.                                                                                        |
| 2007        | KimiKiss pure rouge (en)                      | 6 octobre 2007         | 16 mars 2008           | 24          | Basée sur le jeu vidéo bishōjo d'Enterbrain.                                                                       |
| 2007        | Sky Girls Specials                            | 13 novembre 2007       | 25 juin 2008           | 9           | Histoire parallèle à Sky Girls.                                                                                    |
| 2008        | Shigofumi ~Stories of Last Letter~            | 5 janvier 2008         | 22 mars 2008           | 12          | Projet original créé par Tomorō Yuzawa et produit par Bandai Visual et Genco.                                      |
| 2008        | Nabari                                        | 6 avril 2008           | 28 septembre 2008      | 26          | Basée sur le manga de Yuhki Kamatani.                                                                              |
| 2008        | Slayers Revolution                            | 2 juillet 2008         | 24 septembre 2008      | 13          | Suite de Slayers TRY.                                                                                              |
| 2008        | Zero no tsukaima: Princess no rondo           | 6 juillet 2008         | 21 septembre 2008      | 12          | Suite de Zero no tsukaima: Futatsuki no kishi.                                                                     |
| 2008        | Toradora!                                     | 1er octobre 2008       | 25 mars 2009           | 25          | Basée sur la série de light novel écrite par Yuyuko Takemiya et illustrée par Yasu.                                |
| 2008        | A Certain Magical Index                       | 4 octobre 2008         | 21 mars 2009           | 24          | Basée sur la série de light novel écrite par Kazuma Kamachi et illustrée par Kiyotaka Haimura.                     |
| 2008        | Nodame Cantabile: Paris-Hen                   | 9 octobre 2008         | 18 décembre 2008       | 11          | Suite de Nodame Cantabile.                                                                                         |
| 2009        | Slayers Evolution- R                          | 12 janvier 2009        | 6 avril 2009           | 13          | Suite de Slayers Revolution.                                                                                       |
| 2009        | Hayate the Combat Butler!!                    | 3 avril 2009           | 18 septembre 2009      | 25          | Deuxième saison de Hayate the Combat Butler.                                                                       |
| 2009        | Hatsukoi Limited                              | 11 avril 2009          | 27 juin 2009           | 12          | Basée sur le manga de Mizuki Kawashita.                                                                            |
| 2009        | Aoi hana                                      | 1er juillet 2009       | 9 septembre 2009       | 11          | Basée sur le manga de Takako Shimura.                                                                              |
| 2009        | Taishō yakyū musume (en)                      | 2 juillet 2009         | 24 septembre 2009      | 12          | Basée sur la série de light novel écrite par Atsushi Kagurazaka et illustrée par Sadaji Koike.                     |
| 2009        | A Certain Scientific Railgun                  | 2 octobre 2009         | 19 mars 2010           | 24          | Basée sur la série de manga écrite par Kazuma Kamachi et dessinée par Motoi Fuyukawa.                              |

| Années 2010 | Années 2010                                                              | Années 2010            | Années 2010            | Années 2010 | Années 2010 |
| Année       | Titre                                                                    | Dates de 1re diffusion | Dates de 1re diffusion | Nb. éps.    | Notes |
| Année       | Titre                                                                    | Début                  | Fin                    | Nb. éps.    | Notes |
| ----------- | ------------------------------------------------------------------------ | ---------------------- | ---------------------- | ----------- | --- |
| 2010        | Nodame Cantabile: Finale                                                 | 14 janvier 2010        | 25 mars 2010           | 11          | Suite de Nodame Cantabile: Paris-Hen.                                                                            |
| 2010        | Kaichō wa Maid-sama!                                                     | 1er avril 2010         | 23 septembre 2010      | 26          | Basée sur le manga de Hiro Fujiwara.                                                                             |
| 2010        | Uragiri : La trahison connaît mon nom                                    | 11 avril 2010          | 19 septembre 2010      | 24          | Basée sur le manga d'Odagiri Hotaru.                                                                             |
| 2010        | Ōkami-san to shichinin no nakama-tachi                                   | 1er juillet 2010       | 16 septembre 2010      | 12          | Basée sur la série de light novel écrite par Masashi Okita et illustrée par Unaji.                               |
| 2010        | Bakuman.                                                                 | 2 octobre 2010         | 2 avril 2011           | 25          | Basée sur la série de manga écrite par Tsugumi Ōba et dessinée par Takeshi Obata                                 |
| 2010        | Otome yōkai Zakuro (en)                                                  | 5 octobre 2010         | 28 décembre 2010       | 13          | Basée sur le manga de Lily Hoshino.                                                                              |
| 2010        | Tantei Opera Milky Holmes                                                | 7 octobre 2010         | 23 décembre 2010       | 12          | Projet d'une franchise de Bushiroad.                                                                             |
| 2010        | A Certain Magical Index II                                               | 8 octobre 2010         | 1er avril 2011         | 24          | Suite de A Certain Magical Index.                                                                                |
| 2011        | Yumekui Merry                                                            | 7 janvier 2011         | 8 avril 2011           | 13          | Basée sur le manga de Yoshitaka Ushiki.                                                                          |
| 2011        | Hidan no Aria                                                            | 15 avril 2011          | 1er juillet 2011       | 12          | Basée sur la série de light novel écrite par Chūgaku Akamatsu et illustrée par Kobuichi.                         |
| 2011        | Kami-sama no Memo-chō                                                    | 2 juillet 2011         | 24 septembre 2011      | 12          | Basée sur la série de light novel écrite par Hikaru Sugii et illustrée par Mei Kishida.                          |
| 2011        | Twin Angel: Twinkle Paradise                                             | 4 juillet 2011         | 19 septembre 2011      | 12          | Basée sur le pachislot de Sammy.                                                                                 |
| 2011        | Bakuman. 2                                                               | 1er octobre 2011       | 24 mars 2012           | 25          | Suite de Bakuman.                                                                                                |
| 2011        | Kimi to Boku. (en)                                                       | 3 octobre 2011         | 26 décembre 2011       | 13          | Basée sur le manga de Kiichi Hotta.                                                                              |
| 2011        | Shakugan no Shana III                                                    | 7 octobre 2011         | 23 mars 2012           | 24          | Suite de Shakugan no Shana II.                                                                                   |
| 2012        | Tantei Opera Milky Holmes: Act 2                                         | 5 janvier 2012         | 22 mars 2012           | 12          | Suite de Tantei Opera Milky Holmes ; coproduite avec Artland.                                                    |
| 2012        | Kill Me Baby                                                             | 6 janvier 2012         | 30 mars 2012           | 13          | Basée sur le yonkoma manga de Kaduho.                                                                            |
| 2012        | Zero no tsukaima F                                                       | 7 janvier 2012         | 24 mars 2012           | 12          | Suite de Zero no tsukaima: Princess no rondo.                                                                    |
| 2012        | Ano natsu de matteru                                                     | 10 janvier 2012        | 27 mars 2012           | 12          | Projet original.                                                                                                 |
| 2012        | Kimi to Boku. 2 (en)                                                     | 2 avril 2012           | 25 juin 2012           | 13          | Suite de Kimi to Boku.                                                                                           |
| 2012        | La storia della Arcana Famiglia (en)                                     | 1er juillet 2012       | 16 septembre 2012      | 12          | Basée sur la série de visual novel de HuneX et de Comfort.                                                       |
| 2012        | Joshiraku                                                                | 6 juillet 2012         | 28 septembre 2012      | 13          | Basée sur le manga de Kōji Kumeta.                                                                               |
| 2012        | Bakuman. 3                                                               | 6 octobre 2012         | 30 mars 2013           | 25          | Suite de Bakuman 2.                                                                                              |
| 2012        | Little Busters!                                                          | 6 octobre 2012         | 6 avril 2013           | 26          | Basée sur la série de visual novel de Key.                                                                       |
| 2012        | Sakurasou no Pet na Kanojo                                               | 9 octobre 2012         | 26 mars 2013           | 24          | Basée sur la série de light novel écrite par Hajime Kamoshida et illustrée par Kēji Mizoguchi                    |
| 2013        | A Certain Scientific Railgun S                                           | 12 avril 2013          | 27 septembre 2013      | 24          | Suite de A Certain Scientific Railgun.                                                                           |
| 2013        | Hentai ōji to warawanai neko.                                            | 13 avril 2013          | 29 juin 2013           | 12          | Basée sur la série de light novel écrite par Sō Sagara et illustrée par Kantoku.                                 |
| 2013        | Futari wa Milky Holmes                                                   | 13 juillet 2013        | 28 septembre 2013      | 13          | Suite de Tantei Opera Milky Holmes: Act 2 ; coproduite avec Studio Nomad.                                        |
| 2013        | Golden Time                                                              | 3 octobre 2013         | 27 mars 2014           | 24          | Basée sur la série de light novel écrite par Yuyuko Takemiya et illustrée par Ēji Komatsu.                       |
| 2013        | Little Busters! Refrain                                                  | 5 octobre 2013         | 28 décembre 2013       | 13          | Suite de Little Busters!.                                                                                        |
| 2014        | Witchcraft Works                                                         | 5 janvier 2014         | 23 mars 2014           | 12          | Basée sur le manga de Ryū Mizunagi.                                                                              |
| 2014        | selector infected WIXOSS (en)                                            | 4 avril 2014           | 20 juin 2014           | 12          | Projet d'une franchise issue d'une collaboration avec Takara Tomy et Warner Entertainment Japan.                 |
| 2014        | Dai-Shogun – Great Revolution (en)                                       | 10 avril 2014          | 26 juin 2014           | 12          | Projet original réalisé par Takashi Watanabe ; coproduite avec A.C.G.T.                                          |
| 2014        | Magimoji Rurumo (en)                                                     | 9 juillet 2014         | 24 septembre 2014      | 12          | Basée sur le manga de Wataru Watanabe.                                                                           |
| 2014        | Love Stage!!                                                             | 10 juillet 2014        | 12 septembre 2014      | 10          | Basée sur le manga d'Eiki Eiki.                                                                                  |
| 2014        | selector spread WIXOSS (en)                                              | 4 octobre 2014         | 20 décembre 2014       | 12          | Suite de selector infected WIXOSS.                                                                               |
| 2015        | Tantei Kageki Milky Holmes TD                                            | 3 janvier 2015         | 28 mars 2015           | 12          | Suite de Futari wa Milky Holmes ; coproduite avec Studio Nomad.                                                  |
| 2015        | Food Wars!                                                               | 4 avril 2015           | 26 septembre 2015      | 24          | Basée sur la série de manga écrite par Yūto Tsukuda et dessinée par Shun Saeki.                                  |
| 2015        | DanMachi: Familia Myth                                                   | 4 avril 2015           | 27 juin 2015           | 13          | Basée sur la série de light novel écrite par Fujino Ōmori et illustrée par Suzuhito Yasuda.                      |
| 2015        | Shimoseka                                                                | 4 juillet 2015         | 19 septembre 2015      | 12          | Basée sur la série de light novel écrite par Hirotaka Akagi et illustrée par Eito Shimotsuki.                    |
| 2015        | Prison School                                                            | 11 juillet 2015        | 26 septembre 2015      | 12          | Basée sur le manga d'Akira Hiramoto.                                                                             |
| 2015        | Heavy Object                                                             | 2 octobre 2015         | 26 mars 2016           | 24          | Basée sur la série de light novel écrite par Kazuma Kamachi et illustrée par Ryō Nagi.                           |
| 2016        | Flying Witch                                                             | 10 avril 2016          | 26 juin 2016           | 12          | Basée sur le manga de Chihiro Ishizuka.                                                                          |
| 2016        | Food Wars! Second Service                                                | 2 juillet 2016         | 24 septembre 2016      | 13          | Suite de Food Wars!.                                                                                             |
| 2016        | Saiki Kusuo no Ψ nan                                                     | 11 juillet 2016        | 26 septembre 2016      | 120 (24)    | Basée sur le manga de Shūichi Asō ; coproduite avec EGG FIRM.                                                    |
| 2016        | Taboo Tattoo                                                             | 5 juillet 2016         | 20 septembre 2016      | 12          | Basée sur le manga de Shinjirō.                                                                                  |
| 2016        | Amanchu!                                                                 | 8 juillet 2016         | 23 septembre 2016      | 12          | Basée sur le manga de Kozue Amano.                                                                               |
| 2016        | Lostorage incited WIXOSS (en)                                            | 8 octobre 2016         | 24 décembre 2016       | 12          | Nouveau projet de la franchise WIXOSS.                                                                           |
| 2017        | Urara meirochō (en)                                                      | 6 janvier 2017         | 24 mars 2017           | 12          | Basée sur le yonkoma manga de Harikamo.                                                                          |
| 2017        | Minami Kamakura kōkō joshi jitensha-bu (ja)                              | 7 janvier 2017         | 25 mars 2017           | 13          | Basée sur le manga de Noriyuki Matsumoto ; coproduite avec A.C.G.T.                                              |
| 2017        | Schoolgirl Strikers: Animation Channel (en)                              | 7 janvier 2017         | 1er avril 2017         | 13          | Basée sur le jeu social de Square Enix.                                                                          |
| 2017        | Alice & Zoroku (en)                                                      | 2 avril 2017           | 25 juin 2017           | 12          | Basée sur le manga de Tetsuya Imai.                                                                              |
| 2017        | Twin Angel: Break                                                        | 7 avril 2017           | 23 juin 2017           | 12          | Projet à l'occasion des 10 ans de la franchise Kaitō Tenshi Twin Angel.                                          |
| 2017        | DanMachi: Sword Oratoria                                                 | 15 avril 2017          | 1er juillet 2017       | 12          | Basée sur la série dérivée de light novel de DanMachi écrite par Fujino Ōmori et illustrée par Kiyotaka Haimura. |
| 2017        | L'École Noire (en)                                                       | 7 juillet 2017         | 22 septembre 2017      | 12          | Basée sur la série de light novel écrite par Rin Fujiki et illustrée par THORES Shibamoto.                       |
| 2017        | UQ Holder!: Magister Negi Magi! 2                                        | 3 octobre 2017         | 19 décembre 2017       | 12          | Basée sur le manga de Ken Akamatsu.                                                                              |
| 2017        | Food Wars! The Third Plate                                               | 4 octobre 2017         | 25 juin 2018           | 24          | Suite de Food Wars! Second Service.                                                                              |
| 2017        | Les Enfants de la baleine                                                | 8 octobre 2017         | 24 décembre 2017       | 12          | Basée sur le manga d'Abi Umeda.                                                                                  |
| 2018        | Saiki Kusuo no Ψ nan II                                                  | 17 janvier 2018        | 27 juin 2018           | 120 (24)    | Suite de Saiki Kusuo no Ψ nan ; coproduite avec EGG FIRM.                                                        |
| 2018        | Lostorage conflated WIXOSS (en)                                          | 7 avril 2018           | 23 juin 2018           | 12          | Suite de Lostorage incited WIXOSS.                                                                               |
| 2018        | Amanchu! Advance                                                         | 7 avril 2018           | 23 juin 2018           | 12          | Suite d'Amanchu!.                                                                                                |
| 2018        | Last Period: The Journey to the End of the Despair (ja)                  | 12 avril 2018          | 28 juin 2018           | 12          | Basée sur le jeu mobile de Happy Elements.                                                                       |
| 2018        | Back Street Girls                                                        | 4 juillet 2018         | 5 septembre 2018       | 10          | Basée sur le manga de Jasmine Gyuh.                                                                              |
| 2018        | Angels of Death                                                          | 6 juillet 2018         | 21 septembre 2018      | 16          | Basée sur le jeu vidéo de Makoto Sanada sous le nom de Hoshikuzu KRNKRN.                                         |
| 2018        | Planet With (en)                                                         | 8 juillet 2018         | 23 septembre 2018      | 12          | Projet original créé par Satoshi Mizukami.                                                                       |
| 2018        | Hi Score Girl                                                            | 14 juillet 2018        | 29 septembre 2018      | 12          | Basée sur la manga de Rensuke Oshikiri.                                                                          |
| 2018        | A Certain Magical Index III                                              | 5 octobre 2018         | 5 avril 2019           | 26          | Suite de A Certain Magical Index II.                                                                             |
| 2018        | Hangyaku-sei Million Arthur (en)                                         | 25 octobre 2018        | 27 juin 2019           | 23          | Basée sur le jeu mobile de Square Enix.                                                                          |
| 2019        | Date A Live III                                                          | 11 janvier 2019        | 29 mars 2019           | 12          | Suite de Date A Live II.                                                                                         |
| 2019        | One Punch Man 2                                                          | 10 avril 2019          | 3 juillet 2019         | 12          | Suite de One Punch Man.                                                                                          |
| 2019        | Machikado mazoku (en)                                                    | 12 juillet 2019        | 27 septembre 2019      | 12          | Basée sur le manga d'Izumi Itō.                                                                                  |
| 2019        | A Certain Scientific Accelerator                                         | 12 juillet 2019        | 27 septembre 2019      | 12          | Basée sur la série de manga écrite par Kazuma Kamachi et dessinée par Arata Yamaji.                              |
| 2019        | Tsūjō kōgeki ga zentai kōgeki de ni-kai kōgeki no okāsan wa sukidesu ka? | 13 juillet 2019        | 28 septembre 2019      | 12          | Basée sur la série de light novel écrite par Dachima Inaka et illustrée par Pochi Iida.                          |
| 2019        | DanMachi: Familia Myth II                                                | 13 juillet 2019        | 28 septembre 2019      | 12          | Suite de DanMachi.                                                                                               |
| 2019        | Food Wars! The Fourth Plate                                              | 12 octobre 2019        | 27 décembre 2019       | 12          | Suite de Food Wars! The Third Plate.                                                                             |
| 2019        | High Score Girl II                                                       | 26 octobre 2019        | 21 décembre 2019       | 9           | Suite de High Score Girl.                                                                                        |

| Années 2020 | Années 2020                                       | Années 2020            | Années 2020            | Années 2020                                      | Années 2020                                                                                     |
| Année       | Titre                                             | Dates de 1re diffusion | Dates de 1re diffusion | Nb. éps.                                         | Notes                                                                                           |
| Année       | Titre                                             | Début                  | Fin                    | Nb. éps.                                         | Notes                                                                                           |
| ----------- | ------------------------------------------------- | ---------------------- | ---------------------- | ------------------------------------------------ | ----------------------------------------------------------------------------------------------- |
| 2020        | A Certain Scientific Railgun T                    | 10 janvier 2020        | 25 septembre 2020      | 25                                               | Suite de A Certain Scientific Railgun S.                                                        |
| 2020        | Mewkledreamy (ja)                                 | 5 avril 2020           | 5 avril 2020           | 48                                               | Basée sur la franchise de Sanrio.                                                               |
| 2020        | Food Wars! The Fifth Plate                        | 11 avril 2020          | 26 septembre 2020      | 13                                               | Suite de Food Wars! The Fourth Plate.                                                           |
| 2020        | Zozozo Zombie-kun (ja)                            | 16 avril 2020          | 5 avril 2020           | 102                                              | Basée sur le manga pour enfant de Yasunari Nagatoshi.                                           |
| 2020        | DanMachi: Familia Myth III                        | 3 octobre 2020         | 19 décembre 2020       | 12                                               | Suite de DanMachi II.                                                                           |
| 2021        | WIXOSS DIVA(A)LIVE (ja)                           | 9 janvier 2021         | 27 mars 2021           | 12                                               | Série dérivée de WIXOSS (en).                                                                   |
| 2021        | Skate-Leading Stars                               | 10 janvier 2021        | 28 mars 2021           | 12                                               | Basée sur un projet initial de Gorō Taniguchi.                                                  |
| 2021        | Kiyo in Kyoto: From the Maiko House (en)          | 25 février 2021        | 27 janvier 2022        | 12                                               | Basée sur le manga d'Aiko Koyama.                                                               |
| 2021        | Les combattants seront déployés !                 | 4 avril 2021           | 20 juin 2021           | 12                                               | Basée sur la série de light novel écrite par Natsume Akatsuki et illustrée par Kakao Lanthanum. |
| 2021        | Blue Reflection Ray (en)                          | 10 avril 2021          | 25 septembre 2021      | 24                                               | Basée sur le jeu vidéo développé par Gust.                                                      |
| 2021        | Edens Zero                                        | 11 avril 2021          | 3 octobre 2021         | 25                                               | Basée sur le manga d'Hiro Mashima.                                                              |
| 2021        | Mewkledreamy Mix! (en)                            | 11 avril 2021          | À venir                | À annoncer                                       | Suite de Mewkledreamy.                                                                          |
| 2021        | How a Realist Hero Rebuilt the Kingdom            | 4 juillet 2021         | 26 septembre 2021      | 13                                               | Basée sur la série de light novel écrite par Dojyomaru et illustrée par Fuyuyuki.               |
| 2021        | The Duke of Death and His Maid                    | 4 juillet 2021         | 19 septembre 2021      | 12                                               | Basée sur le manga de Koharu Inoue.                                                             |
| 2022        | The Strongest Sage With the Weakest Crest         | 8 janvier 2022         | À venir                | À annoncer                                       | Basée sur la série de light novel écrite par Shinkoshoto et illustrée par Huuka Kazabana.       |
| 2022        | Le Requiem du roi des roses                       | 9 janvier 2022         | À venir                | À annoncer                                       | Basée sur le manga d'Aya Kanno.                                                                 |
| 2022        | How a Realist Hero Rebuilt the Kingdom (partie 2) | À venir                | À annoncer             | Suite de How a Realist Hero Rebuilt the Kingdom. |                                                                                                 |
| 2022        | The Demon Girl Next Door 2-Chōme (en)             | avril 2022             | À venir                | À annoncer                                       | Suite de The Demon Girl Next Door.                                                              |
| 2022        | Shokei shōjo no bājin rōdo                        | avril 2022             | À venir                | À annoncer                                       | Basée sur la série de light novel écrite par Mato Sato et illustrée par Nilitsu.                |
| 2022        | DanMachi: Familia Myth IV                         | 2022                   | À venir                | À annoncer                                       | Suite de DanMachi III.                                                                          |
| 2024        | 2.5 Dimensional Seduction                         | 5 juillet 2024         | 13 décembre 2024       | 24                                               | Basée sur la série de maga écrite et illustrée par Yu Hashimoto.                                |
| 2024        | Magilumiere Co. Ltd.                              | 4 octobre 2024         | À venir                | À annoncer                                       | Basée sur la série de maga écrite par Sekka Iwata et illustrée par Yu Aoki                      |
| 2024        | The Do-Over Damsel Conquers the Dragon Emperor    | 9 octobre 2024         | 25 décembre 2024       | 12                                               | Basée sur la série de light novel écrite par Sarasa Nagase et illustrée par Mitsuya Fuji        |
| 2024        | Demon Lord 2099                                   | 13 octobre 2024        | 29 décembre 2024       | 12                                               | Basée sur la série de light novel écrite par Daigo Murasaki et illustrée par Kureta             |
| À annoncer  | Mahō tsukai ni narenakatta onna no ko no hanashi. | À annoncer             | À venir                | À annoncer                                       | Basée sur le roman de Yuzuki Akasaka.                                                           |

### ONA
| Année | Titre                             | Date(s) de sortie             | Nb. éps. | Notes                                                               |                                                                                    |
| ----- | --------------------------------- | ----------------------------- | -------- | ------------------------------------------------------------------- | ---------------------------------------------------------------------------------- |
| 2019  | Saiki Kusuo no Ψ nan: Ψ shidō-hen | 30 décembre 2019              | Nb. éps. | 30 (6)                                                              | Suite de Saiki Kusuo no Ψ nan II ; coproduite avec EGG FIRM produite pour Netflix. |
| 2021  | La Voie du tablier                | 8 avril 2021 - 7 octobre 2021 | 10       | Série basée sur le manga de Kousuke Oono et produite pour Netflix,. |                                                                                    |

### Films d'animation
| Année | Titre                                                         | Date de sortie   | Notes |
| ----- | ------------------------------------------------------------- | ---------------- | --- |
| 1989  | Sengoku kitan yōtōden                                         | 27 mai 1989      | Compilation des OAV Yōtōden.                                                                                  |
| 1994  | Darkside Blues (ja)                                           | 8 octobre 1994   | Basé sur le manga de Hideyuki Kikuchi.                                                                        |
| 1995  | Slayers Perfect                                               | 29 juillet 1995  | Basé sur les romans de Hajime Kanzaka.                                                                        |
| 1996  | Slayers Return                                                | 3 août 1996      | 2e film de la saga des Slayers.                                                                               |
| 1997  | Mahō gakuen Lunar! Aoi ryū no himitsu (ja)                    | 15 mars 1997     | Court métrage basé sur le jeu vidéo Lunar: Sanposuru gakuen (en).                                             |
| 1997  | Slayers Great                                                 | 2 août 1997      | 3e film de la saga des Slayers.                                                                               |
| 1998  | Maze☆Bakunetsu Jikū: Tenpen kyōi no Giant (ja)                | 25 avril 1998    | Basée sur la série de light novel écrite par Satoru Akahori et illustrée par Eiji Suganuma.                   |
| 1998  | Slayers Gorgeous                                              | 1er août 1998    | 4e film de la saga des Slayers.                                                                               |
| 1999  | Utena - Apocalypse d'adolescence                              | 14 août 1999     | Histoire alternative à la série télévisée Utena, la fillette révolutionnaire.                                 |
| 2001  | Azumanga Daioh: The Very Short Movie                          | 22 décembre 2001 | Court métrage de six minutes servant de bande-annonce pour la série télévisée.                                |
| 2007  | Shakugan no Shana - Le film                                   | 21 avril 2007    | Basé sur le premier roman de la série Shakugan no Shana.                                                      |
| 2013  | A Certain Magical Index: Endymion no kiseki                   | 23 février 2013  | Projet original basé sur la série de light novel écrite par Kazuma Kamachi et illustrée par Kiyotaka Haimura. |
| 2013  | ChocoTan! (en)                                                | 17 mars 2013     | Basé sur le manga de Kozue Takeuchi ; court métrage projeté lors du Ribon Festa 2013 (りぼんフェスタ2013).    |
| 2014  | Tsubasa to Hotaru (ja)                                        | 16 mars 2014     | Basé sur le manga de Nana Haruta ; court métrage projeté lors du Ribon Festa 2014 (りぼんフェスタ2014).       |
| 2015  | Aki no kanade (ja)                                            | 17 avril 2015    | Court métrage pour l'Anime Mirai 2015.                                                                        |
| 2016  | selector destructed WIXOSS (en)                               | 13 février 2016  | Projet dans la continuité de selector spread WIXOSS.                                                          |
| 2016  | Gekijōban Tantei Opera Milky Holmes: Gyakushū no Milky Holmes | 27 février 2016  | Suite de Tantei Kageki Milky Holmes TD.                                                                       |
| 2019  | DanMachi: Arrow of the Orion                                  | 15 février 2019  | Projet original basé sur la série de light novel écrite par Fujino Ōmori et illustrée par Suzuhito Yasuda.    |
| 2019  | Kono subarashii sekai ni shukufuku o!: Kurenai densetsu       | 30 août 2019     | Basé sur la série de light novel écrite par Natsume Akatsuki et illustrée par Kurone Mishima.                 |
| 2020  | Kud Wafter                                                    | septembre 2020   | Basée sur le visual novel de Key.                                                                             |
| 2021  | ARIA the CRESPUSCOLO                                          | 2021             | Suite de Aria the Avvenire.                                                                                   |
| 2021  | Ai no utagoe o kikasete                                       | 2021             | Production originale.                                                                                         |

### OAV
| Années 1980-1990 | Années 1980-1990                                     | Années 1980-1990                      | Années 1980-1990 |
| Année            | Titre                                                | Date(s) de sortie                     | Notes |
| ---------------- | ---------------------------------------------------- | ------------------------------------- | --- |
| 1987             | Sengoku kitan yōtōden                                | 21 mai 1987 - 27 mai 1989             | Production de 3 épisodes basée sur le roman de Takeshi Narumi.                                                                              |
| 1988             | Kosuke-sama Rikimaru-sama: Konpei-tō no ryū          | 23 septembre 1988                     | Histoire originale écrite par Akira Toriyama.                                                                                               |
| 1989             | Cleopatra DC (ja)                                    | 28 avril 1989 - 24 mai 1991           | Production de 3 épisodes basée sur le manga de Kaoru Shintani.                                                                              |
| 1989             | Yōma                                                 | 1er mai 1989 - 1er juin 1989          | Production de 2 épisodes basée sur le manga de Kei Kusunoki ; coproduite avec Animate Film.                                                 |
| 1989             | Earthian (en)                                        | 26 juillet 1989 - 21 décembre 1996    | Production de 4 épisodes basée sur le manga de Yun Kōga.                                                                                    |
| 1989             | Yajikita gakuen dōchūki (ja)                         | 15 septembre 1989 - 25 juillet 1991   | Production de 2 épisodes basée sur le manga de Ryoko Shitto.                                                                                |
| 1990             | 1+2=Paradise (en)                                    | 23 février 1990 - 27 avril 1990       | Production de 2 épisodes basée sur le manga de Sumiko Kamimura.                                                                             |
| 1990             | Ankoku shindenshō: Takegami (en)                     | 23 mars 1990 - 24 janvier 1992        | Production originale de 3 épisodes créée par Osamu Yamazaki.                                                                                |
| 1990             | Ikenai Boy                                           | 27 avril 1990                         | Basée sur le manga de Yoshihiro Suma. |
| 1990             | Onna senshi Efe & Jīra: Gūde no Monshō (ja)          | 23 juin 1990                          | Basée sur la série de romans de Reiko Hikawa.                                                                                               |
| 1990             | Osu!! Karate-bu (ja)                                 | 21 octobre 1990 - 25 juillet 1992     | Production de 4 épisodes basée sur le manga de Koji Takahashi.                                                                              |
| 1991             | Les Chroniques d'Arslân                              | 17 août 1991 - 21 septembre 1995      | Production des 3 derniers épisodes sur les 6 de l'adaptation de la série de romans de Yoshiki Tanaka.                                       |
| 1991             | Chō bakumatsu shōnen seiki Takamaru (ja)             | 1er novembre 1991 - 20 décembre 1991  | Production originale de 2 épisodes créée par Toyoo Ashida ; coproduite avec Studio Live.                                                    |
| 1992             | Handsome na kanojo (ja)                              | 21 janvier 1992                       | Basée sur le manga de Wataru Yoshizumi. |
| 1992             | Genji (ja)                                           | 21 mai 1992 - 1er octobre 1992        | Production de 2 épisodes basée sur le manga de Yun Kōga ; coproduite avec T-up.                                                             |
| 1992             | Apfelland Monogatari (ja)                            | 10 octobre 1992                       | Basée sur le manga de Yoshiki Tanaka. |
| 1992             | Ellcia (ja)                                          | 23 octobre 1992 - 23 septembre 1993   | Production originale de 4 épisodes créée par Yoriyasu Kogawa.                                                                               |
| 1992             | Shin - Chō bakumatsu shōnen seiki Takamaru (ja)      | 20 novembre 1992 - 20 juin 1993       | Suite de 6 épisodes de Chō bakumatsu shōnen seiki Takamaru.                                                                                 |
| 1992             | Neko hiki no Oruorane                                | 26 novembre 1992                      | Histoire originale écrite par Baku Yumemakura.                                                                                              |
| 1993             | Desert Rose: Yuki no mokushiroku                     | 25 avril 1993                         | Basée sur le manga de Kaoru Shintani. |
| 1993             | Eightman                                             | 21 août 1993 - 22 novembre 1993       | Production de 4 épisodes basée sur la série de manga écrite par Kazumasa Hirai et dessinée par Jiro Kuwata.                                 |
| 1993             | Suikoden : Le Siècle de l'Enfer (ja)                 | 25 septembre 1993                     | Basée sur la série de light novel écrite par Hitoshi Yoshioka.                                                                              |
| 1993             | Bad Boys (ja)                                        | 25 septembre 1993 - 9 août 1998       | Production de 5 épisodes basée sur le manga d'Hiroshi Tanaka.                                                                               |
| 1993             | Fortune Quest: Yonimo shiawasena bōkenshatachi (ja)  | 9 octobre 1993 - 10 mai 1994          | Production de 4 épisodes basée sur le premier roman de la série Fortune Quest écrite par Mishio Fukasawa et illustrée par Natsumi Mukai.    |
| 1993             | New Dominion Tank Police                             | 21 octobre 1993 - 21 octobre 1994     | Suite de 6 épisodes de Dominion ; coproduite avec Sanctuary.                                                                                |
| 1993             | Konpeki no kantai (ja)                               | 1er décembre 1993 - 1er août 2003     | Production de 32 épisodes basée sur la série de romans de Yoshio Aramaki.                                                                   |
| 1993             | Super Dimension Century Orguss 02                    | 5 décembre 1993 - 25 avril 1995       | Suite de 6 épisodes de Super Dimension Century Orguss ; coproduite avec Hero.                                                               |
| 1994             | Young GTO: Shonan junai gumi                         | 21 janvier 1994 - 24 janvier 1997     | Production des 4 derniers épisodes sur les 5 de l'adaptation de la série de manga de Tōru Fujisawa.                                         |
| 1994             | Boku wa konomama kaeranai (en)                       | 21 juin 1994                          | Basée sur le manga de Kazuna Uchida. |
| 1994             | Osakana wa ami no naka (ja)                          | 20 juillet 1994                       | Basée sur le manga de Ranma Nekokichi. |
| 1994             | Bounty Dog: Getsumen no Ibu                          | 1er octobre 1994 - 1er novembre 1994  | Production originale de 2 épisodes d'Animate Film.                                                                                          |
| 1994             | Captain Tsubasa: Holland Youth                       | 6 novembre 1994                       | Basée sur le manga de Yōichi Takahashi. |
| 1994             | Kusatta kyōshi no hōteishiki (ja)                    | 24 novembre 1994                      | Basée sur le manga de Kazuma Kodaka. |
| 1994             | Minerva (ja)                                         | 17 décembre 1994 - 18 décembre 1996   | Production de 5 épisodes au contenu pour adultes.                                                                                           |
| 1995             | Tokyo Revelation                                     | 21 avril 1995 - 15 juin 1995          | Production de 2 épisodes basée sur le manga Shin Megami Tensei: Tōkyō Mokushiroku.                                                          |
| 1995             | Level C (en)                                         | 14 juillet 1995                       | Basée sur le manga de Futaba Aoi et de Mitsuba Kurenai.                                                                                     |
| 1995             | Ginga ojōsama densetsu Yuna: Kanashimi no Siren (ja) | 21 septembre 1995 - 22 novembre 1995  | Production de 2 épisodes basée sur la série de jeux vidéo de Hudson Soft et de Red Entertainment.                                           |
| 1995             | Kodomo no omocha                                     | 16 décembre 1995                      | Basée sur le manga de Miho Obana. |
| 1996             | Soreyuke! Uchū senkan Yamamoto Yōko (ja)             | 6 mars 1996 - 5 juin 1996             | Production de 3 épisodes basée sur la série de romans de Shoji Takashi ; coproduction avec T-Up.                                            |
| 1996             | Battle Arena Toshinden                               | 21 juin 1996 - 21 août 1996           | Production de 2 épisodes basée sur la série de jeux vidéo Battle Arena Toshinden.                                                           |
| 1996             | Maze☆Bakunetsu Jikū: Daitan sutekina Challenger (ja) | 24 juillet 1996 - 21 septembre 1996   | Production de 2 épisodes basée sur la série de light novel écrite par Satoru Akahori et illustrée par Eiji Suganuma.                        |
| 1996             | Slayers Special                                      | 25 juillet 1996 - 25 mai 1997         | Production de 3 épisodes basée sur la série de light novel écrite par Hajime Kanzaka ; produite Bandai Visual, Kadokawa Shoten et Marubeni. |
| 1996             | Byston Well monogatari: Garzey no tsubasa (ja)       | 21 septembre 1996 - 9 avril 1997      | Production de 3 épisodes basée sur la série de romans de Yoshiyuki Tomino.                                                                  |
| 1996             | Kojin jugyō (ja)                                     | 27 septembre 1996 - 1er novembre 1996 | Production de 2 épisodes au contenu pour adultes basée sur le manga de U-Jin ; produit par Tokuma Japan.                                    |
| 1996             | Chōjin gakuen: Gowcaizer                             | 27 septembre 1996 - 31 janvier 1997   | Production de 3 épisodes basée sur le jeu vidéo éponyme.                                                                                    |
| 1996             | Ginga ojōsama densetsu Yuna: Shin'en no Fairy (ja)   | 21 décembre 1996 - 21 mai 1997        | Seconde série de 3 épisodes. |
| 1997             | Kyokujitsu no kantai (ja)                            | 21 février 1997 - 2002                | Production de 15 épisodes basée sur la série dérivée de Konpeki no kantai.                                                                  |
| 1997             | Manami & Nami: Sprite                                | 21 avril 1997 - 8 août 1997           | Production de 3 épisodes basée sur le manga de Shinobu Arimura ; produit par Toei Video.                                                    |
| 1997             | Soreyuke! Uchū senkan Yamamoto Yōko II (ja)          | 6 août 1997 - 22 décembre 1997        | Suite de 3 épisodes de Sore yuke! Uchū senkan Yamamoto Yōko ; coproduction avec T-Up.                                                       |
| 1997             | Dennō sentai Voogie's★Angel (ja)                     | 24 octobre 1997 - 24 juillet 1998     | Projet d'une franchise créée par Aoi Takeuchi ; coproduction avec Front Line.                                                               |
| 1997             | Detatoko Princess (ja)                               | 1er décembre 1997 - 21 mai 1998       | Production de 3 épisodes basée sur le manga d'Hitoshi Okuda.                                                                                |
| 1998             | Yume de aetara (ja)                                  | 21 avril 1998 - 19 décembre 1998      | Basée sur le manga de Noriyuki Yamahana. |
| 1998             | Slayers Excellent                                    | 25 octobre 1998 - 25 mars 1999        | Suite de 3 épisodes de Slayers Special. |
| 1999             | Dennō sentai Voogie's★Angel: Forever and Ever (ja)   | 25 janvier 1999                       | Compilation de Dennō sentai Voogie's★Angel.                                                                                                 |

| Années 2000-2010 | Années 2000-2010                                                         | Années 2000-2010                    | Années 2000-2010                                                                                                  |
| Année            | Titre                                                                    | Date(s) de sortie                   | Notes |
| ---------------- | ------------------------------------------------------------------------ | ----------------------------------- | --- |
| 2001             | Nekojiru-sō (ja)                                                         | 21 février 2001                     | Basée le manga de Nekojiru.                                                                                       |
| 2001             | Puni Puni☆Poemy (ja)                                                     | 7 mars 2001                         | Production de 2 épisodes dérivée d'Excel Saga réalisée par Shinichi Watanabe.                                     |
| 2001             | Alien 9                                                                  | 25 juin 2001 - 25 février 2002      | Production de 4 épisodes basée sur le manga d'Hitoshi Tomizawa.                                                   |
| 2002             | Armored Troopers J-Phoenix: PF Lips Team (ja)                            | 12 mai 2002 - 26 février 2004       | Production de 3 épisodes basée sur la série de jeux vidéo de Takara.                                              |
| 2003             | Eiken: Eikenbu yori ai wo komete (ja)                                    | 25 juin 2003 - 23 juin 2004         | Production de 2 épisodes basée sur le manga de Seiji Matsuyama.                                                   |
| 2003             | Chitchana Yukitsukai Sugar                                               | 21 août 2003 - 28 août 2003         | Production de 2 épisodes se déroulant quatre ans après la fin de la série télévisée.                              |
| 2004             | Sensei no ojikan: Gold (ja)                                              | 4 août 2004 - 2 février 2005        | Suite de 7 épisodes de la série télévisée.                                                                        |
| 2006             | Sky Girls                                                                | 25 août 2006                        | Projet original produit par Konami.                                                                               |
| 2006             | Shakugan no Shana SP                                                     | 8 décembre 2006                     | Épisode spécial se déroulant après le 13e épisode de Shakugan no Shana.                                           |
| 2009             | Hayate the Combat Butler!! OVA “Atsu ga natsui ze Mizugi-han!”           | 6 mars 2009                         | Épisode spécial basé sur le manga de Kenjiro Hata.                                                                |
| 2009             | Shakugan no Shana S                                                      | 23 octobre 2009 - 29 septembre 2010 | Production de 4 épisodes spéciaux de Shakugan no Shana II.                                                        |
| 2010             | Kyō, koi o hajimemasu                                                    | 23 juin 2010 - 23 octobre 2010      | Production de 2 épisodes basée sur le manga de Kanan Minami.                                                      |
| 2010             | A Certain Scientific Railgun                                             | 29 octobre 2010                     | Épisode spécial de A Certain Scientific Railgun.                                                                  |
| 2012             | Acchel World.                                                            | 25 juillet 2012 - 27 février 2013   | Production de 7 épisodes spéciaux compris dans les coffrets Blu-ray/DVD d'Accel World.                            |
| 2012             | Tantei Opera Milky Holmes Alternative                                    | 25 août 2012 - 9 janvier 2013       | Histoire parallèle en 2 épisodes de Tantei Opera Milky Holmes ; coproduite avec Artland.                          |
| 2012             | Dangerous Jii-san Ja                                                     | 27 juillet 2012 - 22 novembre 2012  | Production de 2 épisodes publiées avec des éditions spéciales du Monthly CoroCoro Comic.                          |
| 2013             | Kill Me Baby Super                                                       | 16 octobre 2013                     | Suite de Kill Me Baby.                                                                                            |
| 2014             | Little Busters! EX                                                       | 29 janvier 2014 - 30 juillet 2014   | Production de 8 épisodes basée sur le visual novel pour adultes Little Busters! Ecstasy.                          |
| 2015             | Kaitō Tenshi Twin Angel: Kyun kyun☆Tokimeki Paradise!!                   | 30 janvier 2015                     | Production de 2 épisodes spéciaux de Twin Angel: Twinkle Paradise.                                                |
| 2016             | Food Wars!                                                               | 2 mai 2016 - 2 mai 2018             | Production de 5 épisodes spéciaux basée sur la série de manga écrite par Yūto Tsukuda et dessinée par Shun Saeki. |
| 2016             | DanMachi: Familia Myth                                                   | 7 décembre 2016                     | Épisode spécial basée sur la série de light novel écrite par Fujino Ōmori et illustrée par Suzuhito Yasuda.       |
| 2019             | Magimoji Rurumo: Kanketsu-hen (en)                                       | 9 juillet 2019                      | Conclusion de la série en 2 épisodes.                                                                             |
| 2020             | Tsūjō kōgeki ga zentai kōgeki de ni-kai kōgeki no okāsan wa sukidesu ka? | 25 mars 2020                        | Épisode spécial basée sur la série de light novel écrite par Dachima Inaka et illustrée par Pochi Iida.           |

| Années 2020 | Années 2020                                                              | Années 2020       | Années 2020                                                                                                |
| Année       | Titre                                                                    | Date(s) de sortie | Notes |
| ----------- | ------------------------------------------------------------------------ | ----------------- | --- |
| 2020        | DanMachi: Familia Myth II                                                | 29 janvier 2020   | Épisode spécial basé sur la série de light novel écrite par Fujino Ōmori et illustrée par Suzuhito Yasuda. |
| 2020        | Tsūjō kōgeki ga zentai kōgeki de ni-kai kōgeki no okāsan wa sukidesu ka? | 25 mars 2020      | Épisode spécial basé sur la série de light novel écrite par Dachima Inaka et illustrée par Pochi Iida.     |
| 2021        | DanMachi: Familia Myth III                                               | 28 avril 2021     | Épisode spécial basé sur la série de light novel écrite par Fujino Ōmori et illustrée par Suzuhito Yasuda. |

## Personnalités travaillant chez J. C. Staff
- Yuuji Matsukura, producteur (Slayers, Azumanga Daioh, Honey and Clover)[32]

- Takashi Watanabe, réalisateur (Slayers, Ikkitousen, Shakugan no shana)[33]

- Ken'ichi Kasai, réalisateur (Honey and clover, Nodame Cantabile, Kimikiss pur rouge)[34]

- Shinichiro Kimura, réalisateur (Little Snow Fairy Sugar, Maburaho, Mahoraba, Karin)[35]

- Katsushi Sakurabi, réalisateur (Gunparade March, Shingetsutan Tsukihime, Asatte no Houkou)[36]